# Поштамт (роман)
«Пошта́мт» (англ. Post Office) — перший роман Чарлза Буковскі (1971), який приніс автору національне визнання та славу.
В цьому автобіографічному творі розповідається про пияка Генрі Чинаскі, який працює в Поштовій Службі США. Чинаскі постає як альтер-его Буковскі, який справді працював на пошті понад 10 років.
Книга перекладена п'ятнадцятьма мовами, мала великий успіх в Європі. По всьому світу було продано більше мільйона примірників роману.

## Сюжет
Замість вступу, книга починається з «Кодексу норм поведінки» Поштової служби США від 1 січня 1970 року, в якому описується особлива роль поштового працівника серед інших держслужбовців.

## Художні особливості
«Поштамт» — перша з п'яти автобіографічних книг Буковскі, які були випущені видавництвом Black Sparrow Press, в кожній з яких Чинаскі є розповідачем. Всі п'ять книжок утворюють єдиний цикл, що описує майже все життя письменника. «Фактотум» (англ. Factotum, 1975) висвітлює події, що передують «Поштамту», роман «Жінки» (англ. Women, 1978) починається там, де закінчився «Поштамт». Роман «Хліб з шинкою»" (англ. Ham on Rye, 1982) посвячений дитинству та юним рокам автора, а останній роман «Голлівуд» (англ. Hollywood, 1989) описує пізні роки життя Буковскі.

## Переклади українською
У 2008 році видавництво Факт випустило «Поштамт» українською мовою у перекладі Іллі Стронґовського. Переклад Стронґовського — перша ґрунтовна публікація Чарльза Буковскі в українському перекладі. Український переклад Поштамту здобув перемогу на Х Всеукраїнському рейтингу «Книжка року 2008» у номінації «Красне письменство — сучасна зарубіжна проза». Водночас переклад зазнав критики через невідповідність духові оригіналу, зловживання «екзотичною» лексикою і невиправданими словесними новотворами (зокрема, з боку літературознавця і критикеси Тетяни Трофименко).
- Чарлз Буковскі. «Поштамт». Переклад з англійської: Ілля Стронґовський. Київ: Факт. 2014. 240 стор. ISBN 978-966-359-303-6
- Чарлз Буковскі. «Поштамт». Переклад з англійської: Борис Превір. Київ: KM Books. 2016 224 стор. ISBN 978-966-923-076-8